# Ospedale Maggiore di Novara
L'Azienda Ospedaliero Universitaria Maggiore della Carità è un ospedale pubblico di Novara fondato nell'undicesimo secolo.

## Storia
Fondato come ente dedicato a San Michele Arcangelo a metà dell'XI secolo, fu dedicato alla cura dei malati solo dalla fine del secolo successivo. Pur essendo un ente religioso, dipendeva largamente dal Comune di Novara, che ne nominava gli amministratori.
Nel 1600 venne demolito l'antico edificio, mentre l'ospedale fu trasferito nell'edificio attuale dal 1643. A metà '800 l'architetto Alessandro Antonelli si occupò dell'espansione con un nuovo edificio ad "L". Dal 1852, nel cortile centrale del complesso ospedaliero, lo sculture Giuseppe Argenti realizzò medaglie e busti marmorei di benefattori organizzati in base a un suo progetto decorativo.
Nel 2007 diviene Azienda Ospedaliero-Universitaria (AOU) con decreto della giunta regionale ed è sede di insegnamento della facoltà di Medicina e Chirurgia dell'Università degli Studi del Piemonte Orientale "Amedeo Avogadro".
Nell'ambito dello studio internazionale Demether, nel 2025, l'Ospedale di Novara, per il carcinoma mammario HER2-positivo localmente avanzato o metastatico, la possibilità di accesso a trastuzumab deruxtecan come trattamento di prima linea di trattamento, rispetto ai tempi dell’approvazione ufficiale.

## Amministrazione
Dall'Ospedale Maggiore dipendono anche l'Ospedale San Giuliano e il presidio ospedaliero San Rocco di Galliate.